# Agonkanmè
Agonkanmè ist eine Ortschaft und Arrondissement im Departement Atlantique in Benin. Es ist eine Verwaltungseinheit, die der Gerichtsbarkeit der Kommune Kpomassè untersteht.

## Demografie und Verwaltung
Gemäß der Volkszählung von 2013 hatte das Arrondissement 8072 Einwohner, davon waren 3884 männlich und 4188 weiblich. Es umfasst neun Dörfer:
1. Adjaglo
2. Adjamè
3. Agonkanmè Centre
4. Assogbénou-Daho
5. Assogbènou-Kpèvi
6. Godonoutin
7. Gomè
8. Kpota
9. Oussa